# Блин, Владислав
Владислав Блин (бел. Уладзіслаў Блін; пол. Władysław Blin; 31.5.1954) — епископ-эмерит Витебского диоцеза, католической епархии с центром в городе Витебск (Белоруссия).

## Период жизни в Польше
Родился 31 мая 1954 года в Польше, в городе Свидвин (Западное Поморье) в польской семье репатриировавшейся после войны в Польшу из западно-белорусского местечка Задорожье (Глубокский район Полоцкой, а ныне Витебской области) и поселённой на землях Западной Польши, с которых после войны было выселено немецкое население. Впоследствии семья перебралась в село Сьлесин Куявско-Поморского воеводства, где Владислав Блин и провёл своё детство. Владислав Блин рано избрал жизненный путь католического священника. Он получил в Польше духовное католическое образование: он окончил Высшую духовную семинарию во Влоцлавеке, там же 25 мая 1980 года влоцлавекским епископом Яном Зарембой был рукоположён во священники. Владислав Блин продолжил образование в Люблинском католическом университете и Академии католической теологии в Варшаве (ныне Университет кардинала Стефана Вышинского в Варшаве).

## Период жизни в Белоруссии
В 1989 году в период, когда в Советском Союзе были сняты ограничения на религиозную жизнь, переехал на историческую родину своей семьи в Белоруссию, где был назначен настоятелем католического прихода в Могилёве. Он основал первый во всей Могилёвской области католический приход, добился возвращения Католической церкви собора Успения Девы Марии и Святого Станислава, настоятелем которого он стал. В 1998 году получил степень доктора теологических наук, его докторская работа была посвящена святому Иосифу. 13 октября 1999 года назначен первым епископом только что образованного Витебского диоцеза. 20 ноября 1999 года рукоположён в епископы, главным консекратором был кардинал Казимир Свёнтек. Епископским лозунгом Владислав Блин избрал фразу Soli Deo (Только Бог). 14 июня 2006 года избран заместителем председателя Конференции католических епископов Белоруссии. Был председателем Экуменической комиссии, а также Комиссии общего душепастырства епископата Белоруссии.

## Отставка
25 февраля 2013 года папа Бенедикт XVI принял прошение об отставке епископа Блина с поста епископа Витебска. Отставка принята по одному из канонов Кодекса канонического права в связи с невозможностью полностью исполнять обязанности епископа. Преемником на витебской кафедре стал епископ Олег Буткевич.

## Награды
- Премия «За духовное Возрождение» (31 декабря 2006 года)— за активную подвижническую деятельность в гуманитарной области, направленную на развитие прогрессивных художественно-нравственных традиций, способствующих установлению духовных ценностей, идей дружбы и братства между людьми разных национальностей и вероисповеданий[3].